# Kuchanur
Kuchanur è una suddivisione dell'India, classificata come town panchayat, di 6.118 abitanti, situata nel distretto di Theni, nello stato federato del Tamil Nadu. In base al numero di abitanti la città rientra nella classe V (da 5.000 a 9.999 persone).

## Geografia fisica
La città è situata a 09° 53' 21 N e 77° 22' 02 E.

## Società

### Evoluzione demografica
Al censimento del 2001 la popolazione di Kuchanur assommava a 6.118 persone, delle quali 3.009 maschi e 3.109 femmine. I bambini di età inferiore o uguale ai sei anni assommavano a 700, dei quali 343 maschi e 357 femmine. Infine, coloro che erano in grado di saper almeno leggere e scrivere erano 3.609, dei quali 2.090 maschi e 1.519 femmine.